# Didemnum flavoviride
Didemnum flavoviride är en sjöpungsart som beskrevs av Monniot 1995. Didemnum flavoviride ingår i släktet Didemnum och familjen Didemnidae. Inga underarter finns listade i Catalogue of Life.